# Richard Thorpe
Richard Thorpe (Hutchinson, Kansas, 24 de febrero de 1896-Palm Springs, California, 1 de mayo de 1991) fue un director de cine estadounidense.
Con 184 largometrajes dirigidos, Richard Thorpe es el director que más películas ha dirigido en la historia del cine estadounidense, seguido de Michael Curtiz (173), John Ford y Allan Dwan (ambos con 134 largometrajes) y Raoul Walsh (120). Si se consideran solo largometrajes de ficción (excluyendo cortometrajes y documentales), los más prolíficos son Richard Thorpe, Michael Curtiz, Allan Dwan, Raoul Walsh y John Ford. Si se incluyen cortometrajes los más prolíficos son D.W. Griffith (510) y Allan Dwan (401).
Nacido como Rollo Smolt Thorpe en Kansas, comenzó su carrera en el entretenimiento actuando en vodevil y en obras de teatro. En 1921, ingresó al medio del cine, actuando en películas mudas, y en 1923 dirigió su primera película, The fatal photo, lo cual dio inicio a una carrera de más de ciento ochenta películas dirigidas. 
Después de dirigir docenas de comedias y westerns de bajo presupuesto, su talento fue reconocido a mediados de los años 30 cuando fue a trabajar para Metro-Goldwyn-Mayer. El jefe de estudio Louis B. Mayer valoraba la eficiencia en sus directores, y Thorpe se enorgullecía de llevar una producción por debajo del presupuesto, lo que sería clave para su notable longevidad en Hollywood. 
No tenía un estilo particular, dirigía mecánicamente con la premisa de mantener la cámara rodando hasta que un actor volaba una línea, o una escena no fluía correctamente, y luego regresaba y completaba con un primer plano o una toma aislada. Raramente repetía tomas. Mecánica o no, su técnica funcionó. Aunque nunca dirigió ningún éxito de taquilla, fue sólido y confiable, llevando a la pantalla películas de todos los géneros durante más de cuatro décadas.
A pesar de estas características de trabajo, más propias de un cine menos comercial, Thorpe accedió siempre a la realización de películas de primera línea. En su inmensa filmografía, la más vasta de la historia, llegó a concretar algunos pequeños clásicos, infinitamente repetidos luego en la TV, como El gran Caruso (1951), El prisionero de Zenda (1952), Ivanhoe (1952), Los caballeros del rey Arturo (1953), o el clásico de Elvis Presley, El rock de la cárcel (1957).
Se retiró en 1967, época en la que su hijo Jerry alcanzaba ya una buena repercusión como productor y director TV.
Por sus contribuciones a la industria fílmica, Thorpe tiene una estrella en el Boulevard de la fama de Hollywood.

## Filmografía parcial
- The Fatal Photo (1923)
- Rarin' to Go (1924)
- Ride 'em High (1927)
- Desperate Courage (1928)
- The Fatal Warning (1929)
- The Utah Kid (1930)
- The Lady From Nowhere (1931)
- Green Eyes (1934)
- Last of the Pagans (1935)
- Strange Wives (1935)
- La fuga de Tarzán (1936)
- Dangerous Number (1937)
- The Crowd Roars (1938)
- The Adventures of Huckleberry Finn (1939)
- Tarzan Finds a Son! (1939)
- Tarzan's New York Adventure (1942)
- Bajo sospecha (1943)
- Two Girls and a Sailor (1944)
- The Thin Man Goes Home (1945)
- This Time for Keeps (1947)
- Fiesta (1947)
- On an Island with You (1948)
- Malaya (1949)
- Three Little Words (1950)
- Black Hand (1950)
- El valle de la venganza (1951)
- The great Caruso (1951)
- Ivanhoe (1952)
- El prisionero de Zenda (1952)
- Los caballeros del rey Arturo (1953)
- Todos los hermanos eran valientes (1953)
- Las aventuras de Quentín Durward (1955)
- Ten Thousand Bedrooms (1957)
- El rock de la cárcel (1957)
- Killers of Kilimanjaro (1959)
- The Honeymoon Machine (1961)
- Los tártaros (1961)
- Fun In Acapulco (1963)
- The Last Challenge (1967)